# Taurus (motorfiets)
Taurus, MG-Taurus en Centaurus zijn historische motorfietsmerken van dezelfde fabrikant.
De bedrijfsnaam was: Cav. A. Fabri, Milano, later S.A. V. Guerzoni - L. Guarinoni & Co., Modena en Taurus S.p.A., Milano

## Taurus
Dit was een Italiaans bedrijf dat al in 1908 als fietsenfabriek was opgericht maar pas in 1933 motorfietsen ging maken onder impuls van directeur Giovanni Fabri. De eerste motorfietsen waren 175cc-modellen, zowel twee- als viertakten. Ze werden goed verkocht: de 175cc-klasse was in Italië populair, niet in de laatste plaats omdat de regering voor lichte motorfietsen belasting- en verzekeringstechnische voordelen had ingesteld en er geen rijbewijs nodig was. De belastingvoordelen vervielen echter weer en daarom was het ook zinvol om in 1934 een 250cc-model op de markt te brengen.
Om de technische know-how in huis te halen nodigde Fabri de constructeur Vittorio Guerzoni uit om nieuwe motoren te ontwikkelen. Guerzoni stopte de productie van zijn eigen merk Mignon, waar hij wel moderne motorfietsen ontwikkelde, maar slechts sporadisch verkocht.
Guerzoni tekende een nieuw 250cc-model voor Taurus, maar ook een uiterst moderne 500cc-machine met een bovenliggende nokkenas die door een koningsas werd aangedreven. In de crisisjaren leek dit een vrij dure motorfiets, maar er was nog steeds een markt voor dure Britse motorfietsen zoals de Norton Camshaft en de Velocette KTS en KSS. Taurus werd zelfs nog geholpen door de export- en importbeperkingen die werden opgelegd na de Italiaanse inval in Abessinië. Daardoor waren Britse motorfietsen nauwelijks bereikbaar en bovendien was een Norton Camshaft twee keer zo duur als de Taurus G 27 uit 1934. De "G" in de typeaanduiding stond voor "Guerzoni".
De machine had een forse luchtgekoelde blokmotor met een voorover hellende cilinder met dubbele uitlaatpoorten in de cilinderkop en daarom ook twee uitlaten. Men gaf een fors vermogen van 38 pk en een topsnelheid van 150 km/h op. De uitlaten waren in de eerste jaren nog omhooggebogen maar zonder hitteschilden uitgevoerd. Het blok leek een enorme carterpan te hebben, maar in werkelijkheid was het carter in drie compartimenten verdeeld: Het voorste deel bevatte 2½ olie voor het dry-sumpsysteem, in het middelste deel zat de krukas en in het achterste deel de versnellingsbak. De machine zat vol technische snufjes: het inwendige van de versnellingsbak kon worden uitgebouwd zonder de versnellingsbak zelf te demonteren en ook de cilinderkop kon worden verwijderd zonder invloed op de distributie. Hoewel de carburateurfabrikant Dell'Orto in 1933 op de markt verscheen koos Guerzoni voor een Britse Amal-carburateur, die zijn betrouwbaarheid bewezen had. De machine had een 6 volt elektrische installatie van Bosch. Er was een dubbel wiegframe toegepast, zonder achtervering maar met een Webb-type parallellogramvork aan de voorkant.
De Taurus G 27 kwam in twee versies op de markt: als Turismo en als Sport. Het vermogen werd nu wel iets realistischer opgegeven: 23 pk voor de Turismo en 25 pk voor de Sport, die een topsnelheid van ongeveer 130 km/h had. De motoren werd nog steeds in Guerzoni's eigen werkplaats gebouwd, waarna de blokken bij Taurus in de frames gezet werden. Vooral door het gebrek aan productiecapaciteit (Guerzoni bouwde ook nog andere motoren) bleven de productieaantallen beperkt. Taurus kon ook geen dealernetwerk opbouwen en de klanten moesten voor onderhoud en reparaties feitelijk aankloppen bij Vittorio Guerzoni zelf. De motorfiets had ook wel een aantal gebreken, die niet opgelost werden omdat men veel te veel tijd stak in de ontwikkeling van het frame en de achtervering.
De productie liep door tot 1939, toen ze werd afgebroken omdat Fabri zich toch weer volledig wilde bezighouden met de rijwielproductie. In dat laatste jaar werkte men echter wel aan een opvolgend model, niet meer met een bovenliggende nokkenas maar een stoterstangenmodel. De stoterstangen waren echter verstopt in een verchroomde buis naast de cilinder, waardoor het toch op een koningsas leek. Na veel mislukte pogingen om tot achtervering te komen werd besloten om de inmiddels ingeburgerde plunjervering toe te passen. In 1935 was er al het model SSTE (Super Sport Telaio Elastico) met een cantilever vering met twee schroefveren onder het zadel gebruikt. Hierdoor moest echter de duozitplaats vervallen en de wegligging was bijzonder slecht. In 1936 werd torsievering toegepast, die ondanks een verbetering in 1937 ook niet bleek te voldoen.

### Taurus vanaf 1952
Fietsfabrikant Taurus kwam in 1952 toch weer met motorfietsen op de markt, maar nu waren het lichte tweetaktmodellen waarvan de eersten in januari op de Milanese show werden getoond. Er waren twee modellen: de 160cc-Taurus G15 en de 50cc-Taurus Cocker. In 1953 bouwde men toch weer een kopklepmotor, de 200cc-Taurus B8, terwijl de G15 een sportversie kreeg. In 1955 waren er viertaktmotortjes van 100- 175- en 250 cc. Wanneer de productie eindigde is niet met zekerheid bekend. Het merk kwam niet meer op de Milanese show na 1961, maar volgens sommige bronnen zou er nog tot 1966 zijn geproduceerd. Mogelijk werden er ook nog modellen met Sachs-inbouwmotoren gemaakt.

## MG-Taurus
Nu Fabri in 1939 stopte met de motorfietsproductie droeg hij de merkrechten over aan Guerzoni en veranderde de bedrijfsnaam officieel in "S.A. V. Guerzoni - L. Guarinoni & Co., Modena". Guerzoni doopte het merk kortstondig om in "MG" (Moto Guerzoni, ook wel als MG-Taurus bekend), maar in 1940 kreeg hij opdracht producten voor het Italiaanse leger te gaan maken.

## Centaurus
Tijdens de oorlog raakte Vittorio Guerzoni in een depressie. Hij verkocht zijn werkplaats aan FIAT en de motorafdeling aan de gebroeders Bergamini in Modena. Zijn veranderden de merknaam in "Centaurus" en ook het beeldmerk werd nu een afbeelding van de mythologische centaur, half mens en half paard. Het model, dat in 1939 door Guerzoni was ontwikkeld, was productierijp gemaakt door William Soncini, een jonge constructeur die later naam zou maken bij Parilla. Hij bracht een nieuwe gietijzeren cilinder aan en de cilinderkop had nog maar één uitlaatpoort, waardoor de extra uitlaat verviel. De compressieverhouding werd verhoogd van 7,5:1 naar 8:1 en de benzinetank werd veel groter: van 12 naar 17 liter. Opmerkelijk was dat de machine ook veel meer chroom had dan zijn vooroorlogse voorganger. Er zijn nauwelijks exemplaren van de Centaurus bekend. De productie is waarschijnlijk niet kort na de oorlog begonnen. De hogere compressieverhouding was toen nog niet mogelijk door het gebrek aan klopvaste benzine en chroom was ook nauwelijks beschikbaar. Daarom is het waarschijnlijk dat 1948 het enige productiejaar van de Centaurus was.